# Dinteranthus microspermus
Dinteranthus microspermus är en isörtsväxtart som först beskrevs av Moritz Kurt Dinter och J. Derenberg, och fick sitt nu gällande namn av Schwant. Dinteranthus microspermus ingår i släktet Dinteranthus och familjen isörtsväxter. Inga underarter finns listade i Catalogue of Life.

## Bildgalleri

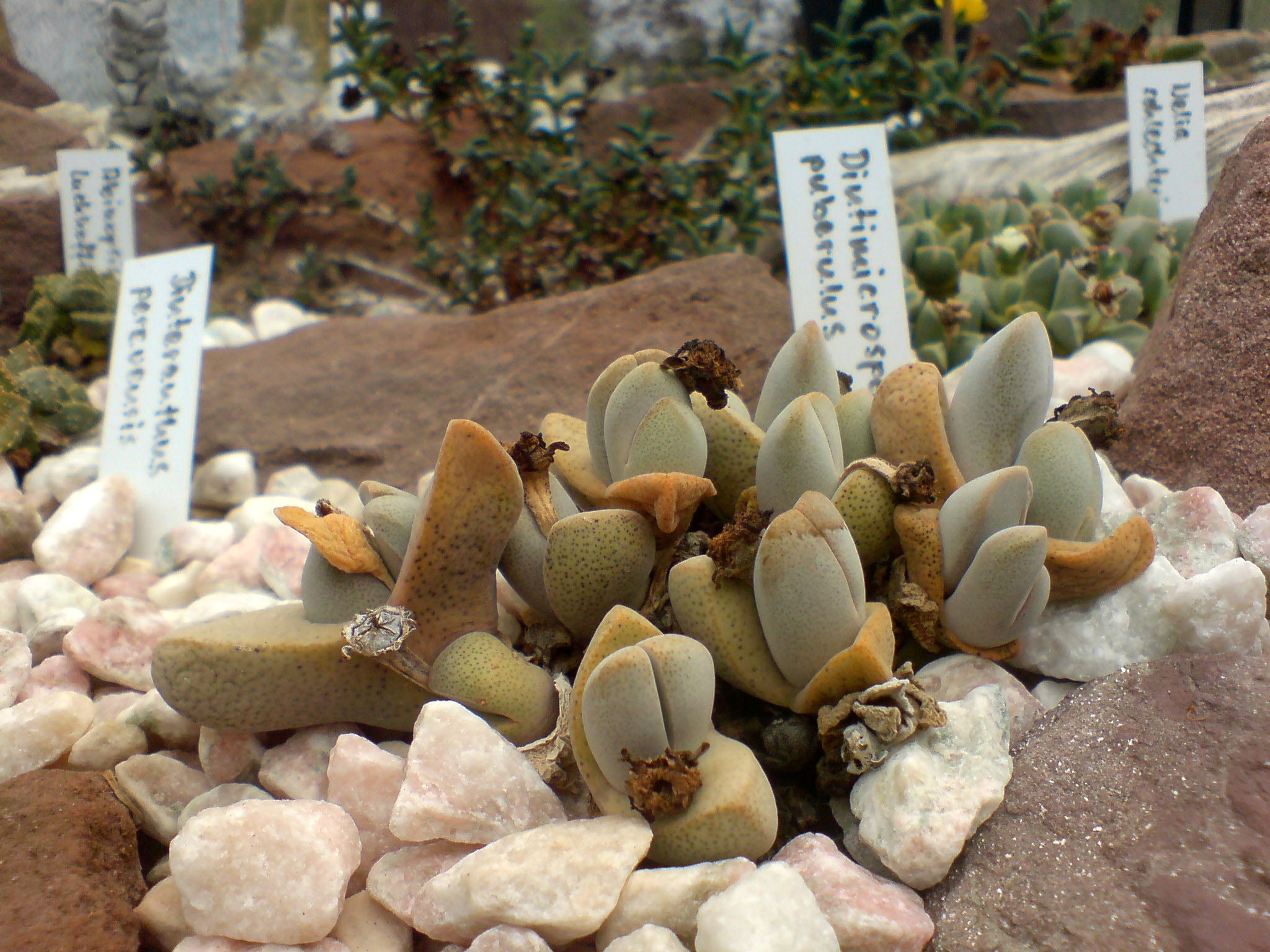